# Mattia Boschetti
Mattia Boschetti (Cremona, 15 maggio 1973) è un conduttore televisivo, scenografo e conduttore radiofonico italiano.

## Biografia
Nato a Cremona, Mattia si diploma come geometra e dopo gli studi effettuati all'Accademia di belle arti di Brera inizia nel 2002 la sua carriera televisiva come conduttore e autore per il canale satellitare di GAY.tv. Omosessuale dichiarato, affronta su questa rete svariati problemi che interessano il mondo omosessuale in Italia intervistando personaggi dello spettacolo, della cultura e politici, nelle trasmissioni come Close Up e Self Help.
Nel 2005 arriva all'emittente nazionale LA7 nel reality show I fantastici cinque, versione italiana del format americano Queer Eye for the Straight Guy, dove ha come obiettivo quello di migliorare il "lifestyle" degli eterosessuali coinvolti.
Appassionato di libri e scrittura è autore della sezione gossip del portale web virgilio.it, di un V- blog sul gossip e i sentimenti, e di altre riviste nazionali.
Da giugno 2009 al 2011 trasmette insieme al cantautore milanese Niccolò Agliardi il programma estivo di Radio2 Ingresso libero.